# Zabara, Andrușivka
Zabara (în ucraineană Забара) este localitatea de reședință a comunei Zabara din raionul Andrușivka, regiunea Jîtomîr, Ucraina.

## Demografie
Componența lingvistică a localității Zabara
     Ucraineană (98,01%)
     Rusă (1,99%)
Conform recensământului din 2001, majoritatea populației localității Zabara era vorbitoare de ucraineană (98,01%), existând în minoritate și vorbitori de rusă (1,99%).